# Salvia candelabrum
Salvia candelabrum es una especie de subarbusto de la familia de las labiadas. Es originaria de España y se cultiva como planta de jardín.

## Descripción
Es un arbusto que alcanza un tamaño de hasta de 200 cm de altura. Tiene los tallos ramificados, con indumento laxo de pelos tectores de 0,2-2,5 mm y glándulas esferoidales sésiles en la parte basal. Las hojas son simples, a veces con 2 segmentos en la base, con indumento denso formado por pelos tectores de 0,2-2 mm, pelos glandulíferos de c. 0,1 mm y glándulas esferoidales sésiles, más abundante en el envés, con limbo de 3-12,5 × 1-4,5 cm, de elíptico a oblongo-lanceolado, crenulado, obtuso o agudo, verde por el haz, color verde grisáceo por el envés, ± redondeado o atenuado en la base; pecíolo 1- 3,7 cm. Inflorescencia de 25-60(100) cm, ramificada, abierta, formada por ramas opuestas de cimas largamente pedunculadas, con (1)3(5) flores. Brácteas de 7-15 × 2-3 mm, de ovado-lanceoladas a oblongo-lanceoladas, pronto caedizas, verdes. Flores con pedicelos de 5-15 mm, no comprimidos, erectos o erecto-patentes. Cáliz (5)10-15 mm, tubular-campanulado, ± bilabiado, verde, con pelos tectores de 0,2-2 mm, pelos glandulíferos de 0,2-1,2 mm y glándulas esferoidales sésiles; labio superior tridentado, con dientes de 1-2 × 1-2,2 mm, subiguales, triangulares, acuminados; labio inferior bidentado, con dientes de 2-3,5 × 2,5-4 mm, triangulares, acuminados. Corola 30-40 mm; tubo 15-25 mm, ± recto, con un anillo de pelos en el interior, sin gibosidad o invaginación en la parte ventral; labio superior ± recto, comprimido lateralmente, color blanquecino amarillento o blanquecino violeta, el inferior violeta con manchas blancas. Estambres con conectivo más corto que el filamento o subiguales, con la rama superior más larga que la inferior; teca inferior fértil, más corta que la anterior. Núculas c. 3,5 × 3 mm, subglobosas, lisas o tuberculadas de modo disperso, color castaño obscuro. 2n = 14+0-2B.

## Distribución y hábitat
Se encuentra en los matorrales, ribazos, taludes, en substrato calizo o dolomítico; a una altitud de 200-1350 metros en el sur de España, desde la serranía de Ronda hasta la sierra de Gádor.

## Propiedades

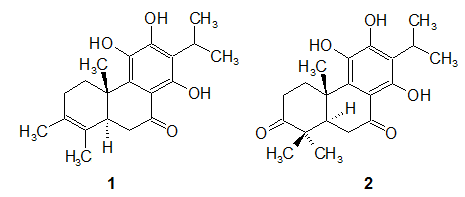
Candesalvone A (1) y candelabrone (2)

Diterpenos han sido aislados de los tejidos verdes. De las partes aéreas de Salvia candelabrum se han aislado β-sitosterol, nepeticin (lup-20 (29)-eno-3j, LLA-diol), candelabrone (11,12,14-trihidroxi-8 ,11,13-abietatriene- 3,7-diona), los diterpenoides candesalvone A (11,12,14-trihidroxi-19 (4 → 3)-abeo-3 ,8,11,13-abietatetraen-7-ona) y candesalvone B (11 ,12,14-trihidroxi-7-oxo-3 ,4-seco-4 (18) de ácido ,8,11,13-abietatetraen-3-OCI), y grandes cantidades de ácidos ursólico y oleanólico. La corteza de la raíz contiene 7α-acetoxyroyleanone, ácido 12-O-methypisiferic y sugol.

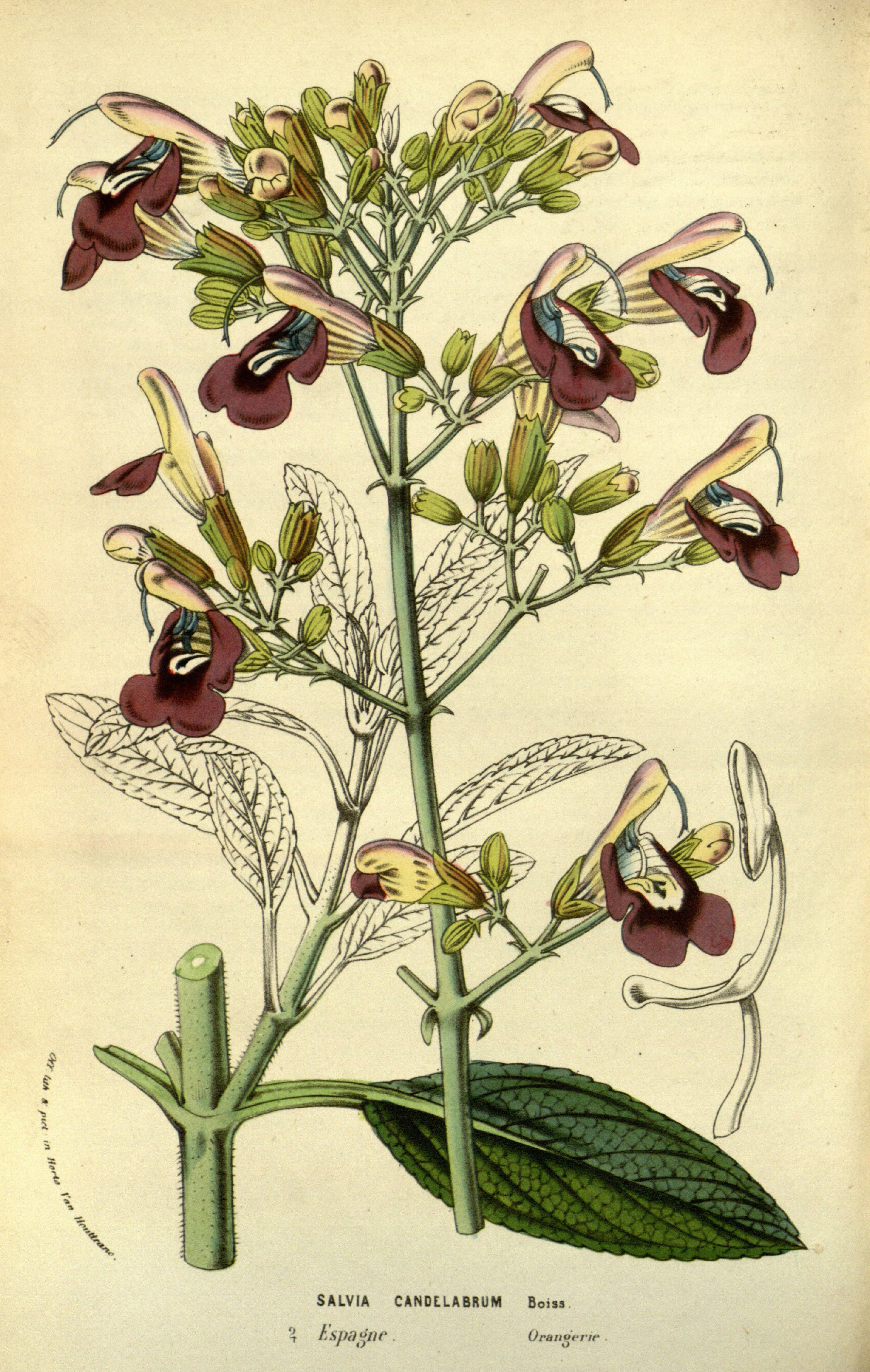
Ilustración

Es una planta ornamental que ha ganado el premio Award of Garden Merit de la Royal Horticultural Society.

## Taxonomía
Salvia candelabrum fue descrita por  Pierre Edmond Boissier y publicado en Elenchus Plantarum Novarum 72. 1838.
Etimología
Ver: Salvia
candelabrum: epíteto latino que significa "como un candelabro".
Citología
Número de cromosomas de Salvia candelabrum (Fam. Labiatae) y taxones infraespecíficos: 2n=14+(0-2B)
Sinonimia
- Salvia candelabriformis St.-Lag.	[9]

## Nombres comunes
- Flor de adorno, matagallo macho, salima basta, salvia, selima, selima basta.[10]